# KVOH

KVOH (La Voz de Restauración) est une station de radio américaine en ondes courtes émettant depuis Rancho Simi, en Californie. KVOH est une station chrétienne qui vend du temps de diffusion aux sociétés et aux entreprises. Les zones de diffusion de KVOH sont les Caraïbes, l'Amérique centrale et l'Amérique du Sud. Beaucoup de ses programmes sont destinés à Cuba.